# Socialistas Demócratas Italianos
Socialistas Demócratas Italianos (Socialisti Democratici Italiani) (SDI) fue un pequeño partido político italiano socialdemócrata. Dirigido por Enrico Boselli, el partido fue la continuación directa de Socialistas Italianos, el sucesor legal del histórico Partido Socialista Italiano (PSI). El 5 de octubre de 2007, el SDI se fusionó con otros grupos herederos del PSI para formar el moderno Partido Socialista Italiano.

## Historia
SDI fue fundado en 1998 por la fusión de Socialistas Italianos (Enrico Boselli, Roberto Villetti y Ottaviano Del Turco), el Partido Socialista Democrático Italiano (Gian Franco Schietroma y Giorgio Carta), una parte de la Federación Laborista, escindidos del Partido Socialista (Ugo Intini) y la Liga Socialista (Claudio Martelli y Bobo Craxi).
En su primera aparición en el escenario nacional, las elecciones al Parlamento Europeo de 1999 SDI obtuvo un 2,2% de los votos y dos eurodiputados. Para las elecciones generales de 2001 el partido formó una alianza poco común con la Federación de los Verdes llamada El Girasol, que se disolvió poco después de las elecciones, debido a divergencias políticas y en última instancia el resultado decepcionante que tenían juntos: un 2,2% de los votos, mientras que el resultado combinado de las dos partes en 1999 fue de 4,0%. En las elecciones al Parlamento Europeo de 2004, dos miembros de SDI fueron elegidos diputados dentro de la coalición El Olivo. En 2000, SDI solicitó unirse a Democracia es Libertad-La Margarita, pero fue rechazada por los partidos democristianos de la alianza.
En 2001 la Liga Socialista de Claudio Martelli y Bobo Craxi dejaron el partido para formar con Gianni De Michelis el Nuevo PSI (NPSI), que se unió a la coalición de centro-derecha la Casa de las Libertades, mientras que Giorgio Carta se fue en 2004 para refundar el Partido Socialista Democrático Italiano.
En 2005 SDI se alió con Radicales Italianos para formar la lista electoral Rosa en el Puño (RnP). En el año 2006 algunos miembros del NPSI, como Donato Robilotta, fundaron Socialistas Reformistas y se unieron directamente a la Rosa en el Puño.
En las elecciones generales de 2006 la lista RnP tuvo sólo el 2,6% de los votos, mucho menos que la combinación de las dos partes antes de la alianza (Radicales tuvo un 2,3% en las elecciones europeas de 2004 en solitario); mientras los Radicales perdieron votantes en el norte en favor de Forza Italia, SDI perdieron terreno en el sur frente a El Olivo.
En abril de 2007, durante una convención del partido, Enrico Boselli puso en marcha la propuesta de una "Asamblea Constituyente Socialista", abierto a todos los socialdemócratas italianos y, especialmente, a los restos del antiguo PSI, mientras Ottaviano Del Turco apoyó la entrada de la SDI en el Partido Democrático (PD). Boselli fue reelegido secretario del partido con 784 votos de un total de 787 y sólo 3 abstenciones.
En mayo de 2007 Del Turco y sus partidarios dejaron el SDI y formaron Alianza Reformista, a través de la cual se unieron al PD. Mientras tanto, varios grupos, incluyendo una gran parte del Nuevo PSI, Los Socialistas Italianos, Democracia y Socialismo y la Asociación por Rosa en el Puño, decidieron unir sus fuerzas con SDI. Así, el 5 de octubre de 2007, cuando se fusionaron en unido Partido Socialista, cambiando el nombre a Partido Socialista Italiano (PSI) el 7 de octubre de 2009 para recordar el histórico partido del mismo nombre.